# Turbonilla pugetensis
Turbonilla pugetensis är en snäckart som beskrevs av Bartsch 1917. Turbonilla pugetensis ingår i släktet Turbonilla och familjen Pyramidellidae. Inga underarter finns listade i Catalogue of Life.